# Golla
Golla je finský výrobce stylových brašen a pouzder pro přenosnou elektroniku. Výrobky společnosti jsou určeny pro mobilní telefony, MP3 přehrávače, digitální kamery, notebooky a herní konzole. Klíčovým bodem všech výrobků je jejich unikátní design . Golla zaměstnává 60 pracovníků z toho 10 designérů na plný úvazek. Brašny Golla využívá přes 30 milionů lidí ve více než 100 zemích světa.
Aktuálně má Golla kanceláře v Francii, Německu a Japonsku, sklady v Číně a Finsku. Sídlo společnosti je v Helsinkách, Finsko.

## Historie
Golla byla založena jako malém venkovském městečku Kolla, Finsko v roce 1994 se zaměřením výroby na obaly a stojany pro CD. První vyráběné modely lze zakoupit v obchodě se suvenýry v Museu moderního umění v New Yorku. Po přelomu století začala Golla navrhovat příslušenství pro ochranu mobilních telefonů. Vlastním osobitým stylem kolekce začala úzká spolupráce se společností Nokia . Po ukončení dodavatelské spolupráce se společnost zaměřila na kompletní sortiment pro ochranu všech přenosných zařízení. V současné době jsou výrobky Golla prodávány přes síť prodejců a obchodů po celém světě.

## Produkty
Golla každým rokem vytváří novou kolekci sestávající z brašen, pouzder a batohu pro mobilní telefony, MP3 přehrávače, notebooky, kamery, digitální fotoaparáty a herní konzole. Kolekce taktéž obsahuje široký rozsah pouzder pro notebooky od 7" do 17".